# 指定確認検査機関
指定確認検査機関（していかくにんけんさきかん）とは、建築基準法に基づき、建築確認における確認審査・現場検査等を行う機関として国土交通大臣、地方整備局又は都道府県知事から指定された民間企業であり、全国で約130社ある。その内、東証一部に上場しているのは、子会社が日本ERI株式会社であるERIホールディングス株式会社のみである。

## 概要
平成11年（1999年）5月1日に建築基準法が改正施行され、それまで地方公共団体の建築主事だけが行っていた建築確認が民間開放された。
ただし建築主事による建築確認は廃止された訳ではない。建築確認の申請(確認申請という)を行う者は、それまでその土地を管轄する特定行政庁の建築主事にしか確認申請を行うことができなかったのが、建築主事又は各指定確認検査機関のいずれかを自由に選択して確認申請をすることができる。
なお、確認申請の申請様式（確認申請書という）の表紙（第一面という）には"申請者"の氏名を記入する箇所があるが、申請者名は建築主でも代理者でもどちらでもよいことになっている（※第二面には、建築主、代理者、設計者、工事監理者、工事施工者の氏名、住所等を記入）。
"指定確認検査機関"については、建築基準法77条の18〜35に規定されており、平成11年4月28日の通達（住指発201）では"指定確認検査機関指定準則"が示され、確認検査員（確認済証、検査済証等の交付を行う建築基準適合判定資格者のこと）等の数、業務体制・方法、財産の評価額の対象となる保険契約、経理的基礎、役職員等の構成、監視委員会の設置、兼業の制限について規定されている。
指定確認検査機関は、確認申請を受け、計画されている設計内容が建築基準法に適合しているかを工事着手前に書面審査（確認審査という）を行い、計画されている設計内容が建築基準法に適合している事の証明書(確認済証という)を交付したり、現場検査申請を受け、現場検査を行い、現場が建築基準法に適合している事の証明書(検査済証又は中間検査合格証という)を交付する民間の第三者機関である。
なお確認申請では、確認済証が交付されるまでに指定確認検査機関の職員が現場に赴き、提出された図面等（設計図書という）の内容と現場が合っているかをチェックする事は原則無く、設計図書に明示されている内容が建築基準法に適合しているか、設計図書間で内容齟齬が生じていないか、明らかな誤記や脱字が無いかをチェックするのみで、例えば建築予定地（申請地という）の位置が間違っていないか、地名地番の表記が間違っていないか等は原則チェックしない。
提出された図面の内容と現場が合っているかは、現場検査（中間検査、完了検査）を行う際に初めてチェックする事になる。
なお確認申請では登記事項証明書等の地名地番が記載されているものの提出は原則不要であるため、確認申請を作成した者が地名地番を誤記しているとその誤記のまま確認済証等が交付されてしまう事がある。建築主の氏名等についても同様である。確認申請を作成した者が誤記に気付いた時は速やかに変更手続きを行う事になるが、一度交付された確認済証等は原則差し替え・訂正する事はできず、誤記のまま残る事になる。誤記訂正の変更が反映されるのは以後交付される文書（中間検査合格証、検査済証等）からとなる。なお、完了検査後 検査済証を交付してから誤記が発覚した場合の対処方法は、指定確認検査機関や特定行政庁の判断による。
また確認申請では、"確認の特例"、"検査の特例"というものがある（建築基準法6条の4、7条の5、建築基準法施行令10条、建築基準法施行規則1条の3 5項、4条の15、10条の5の16）。
これら特例に該当する場合、確認申請において設計者は或る特定の条項に限っては法適合の計算式等の根拠を設計図書に明示する必要が無く、確認検査員も審査する必要が無い（これらの審査が無くても指定確認検査機関が確認済証を交付することは法的に認められている）。ただしこれは確認検査員という第三者による審査が無いというだけのことであって、法律は守られなければならない。
また中間検査申請・完了検査申請における現場検査においても同様で、或る特定の条項に限っては現場で目視等で完成していることを検査しなくてもよい（これらの検査が無くても指定確認検査機関が検査済証を交付することは法的に認められている）。ただしこれも上記と同様で、法律は守られなければならない。
平成27年6月1日には建築基準法が改正施行され、それまで特定行政庁・建築主事が行っていた"仮使用承認"が（その一部ではあるが）民間開放され、現在では指定確認検査機関で"仮使用認定"も行っている。
指定確認検査機関は、上記の通り、従来 建築主事が行なっていた建築確認等の審査・検査を行っている訳であるが、建築主事と異なるのは、多くの顧客から多くの申請を受注し、利益を上げなければならない事である。従って、指定確認検査機関は各社 顧客の確保・抱え込みのために、確認申請図書を作成し提出する者(ゼネコン、ハウスメーカー、ビルダー、工務店、建築設計事務所)に対して、自社に申請するよう営業を行い、料金設定を工夫し、審査スピードを上げる工夫等をしている。
確認申請図書を作成し提出する者は、料金が安い、審査が早い、融通が利く、自社から近い、相談がしやすい雰囲気がある、自社の役員と指定確認検査機関の役員に繋がりがある、等の要素を考慮し、どこへ確認申請を提出するかを決めている。
国土交通省が毎年集計・公表している建築確認の申請先の数は、民間開放されてからは建築主事への申請は次第に減少し、今やほとんどが指定確認検査機関へ申請されている現状がある。
建築主事の建築確認を行う機会は民間開放前に比べると極端に減っている。
その反面、建築基準法77条の32による照会（法文解釈に関する問い合わせ等）を指定確認検査機関から受けたり、同法77条の31による立ち入り検査を行う、言わば指導監督する立場にある。
なお立ち入り検査は指定権者である国土交通省、地方整備局又は都道府県、並びに管轄地の特定行政庁の職員が行う。当該職員は、機関が保存している書面が適正に処理されているかを検査するが、違法な計画であるにも拘らず過失等により確認済証等を交付している事が発覚した場合は、法人としての機関に一定期間の業務停止を、確認済証等を交付した確認検査員に一定期間の業務禁止を命じることがあり、この場合ホームページ上に法人の名称及び確認検査員の氏名等が公表される（建築基準法77条の30、77条の35 2項、77条の62 2項の規定に基づく処分）。
その為、指定確認検査機関の確認検査員は、確認済証等を交付するにあたって過失（うっかり）による見落としは絶対に許されない。
なお、"指定確認検査機関の処分等の基準"及び"建築基準法第77条の62第2項の規定に基づく建築基準適合判定資格者の処分等の基準"は通達により公開されている。
確認審査は意匠、構造、設備の3部門に分かれており、顧客が行う設計も同じくこの3部門に分かれていることがほとんどであるが、確認審査も設計も、中にはこの内2部門或いは3部門全てを行う者もいる。
確認審査にあたり参照する文献は、建築基準法の法令集（出版社により幾つか種類がある。建築基準法、建築基準法施行令、建築基準法施行規則、建築基準法告示 を参照する。なお平成19年6月20日国土交通省告示第835号(確認審査等に関する指針)は国土交通大臣が確認審査等の方法を定めたものであり、確認審査等はこの内容に沿って行われる）、国（国土交通省、旧建設省等）が従来より発出してきた技術的助言や通達、ホームページ上で国土交通省の考え方が公開されているパブリックコメント、建築確認手続き等の運用改善マニュアル、府県・政令指定都市等が発出している建築基準法の取り扱い集、国土交通省住宅局建築指導課・日本建築行政会議が編集・編集協力・監修している各文献（建築確認のための基準総則・集団規定の適用事例、建築物の防火避難規定の解説、新・排煙設備技術指針（1987）、バリアフリー法逐条解説、工事中建築物の仮使用認定手続きマニュアル、建築物の構造関係技術基準解説書、建築構造審査・検査要領、木造軸組工法住宅の許容応力度設計、日本建築学会編集の各構造規準書、建築設備設計・施工上の運用指針、浄化槽の設計・施工上の運用指針、建築基準法質疑応答集(編集: 建築基準法研究会)、その他etc...）がある。
これらのいずれの取り扱いにも当てはまらない建築計画で、指定確認検査機関の確認検査員がその適否の判断に苦慮する場合は、特定行政庁へ照会を送り、判断を仰ぐことになる（cf.建築基準法77条の32「指定確認検査機関は、確認検査の適正な実施のため必要な事項について、特定行政庁に照会することができる。この場合において、当該特定行政庁は、当該照会をした者に対して、照会に係る事項の通知その他必要な措置を講ずるものとする。」）。なおこのような適否の判断に苦慮する場合、指定確認検査機関が単独で判断して確認済証等を交付することは可能であるが、その後 建築基準法77条の31による立ち入り検査が行われ、検査対象になり、その判断が誤ったものであると判断された場合は、建築基準法77条の30、77条の35 2項、77条の62 2項の規定に基づく処分を受ける可能性がある。そこで指定確認検査機関は特定行政庁へ照会を送り、言わば"特定行政庁が認めた"というお墨付きをもらおうとする訳である。ただし特定行政庁が適と判断しても、立ち入り検査時に他の指定権者（国土交通省、地方整備局、都道府県）も適と判断するとは限らない。
確認審査において見落としが出やすいものに建築基準法施行条例がある。これは、各地方公共団体が建築基準法40条に基づいて、その地方の気候・風土の特殊性、特殊建築物の用途・規模により建築基準法よりも規制を追加するものであり、全国区を営業エリアとしている指定確認検査機関は審査時に特に注意を要する。
なお上記によるものではないが、法文に明確な規定が無いために、各地方公共団体で扱いが異なるものも多数ある。例えばコンクリートブロックの土留めの扱いでは、取り扱いをホームページで公開している行政もあれば、公開していない行政もあり、法文にコンクリートブロックを土留めに使う事ができると明記が無い事からたとえ1mmでも土を受ける事は不可とする行政もあれば、1mまでは可とする取扱いを出している行政もある。また床面積・階数から除外する事ができる小屋裏物置の取扱いでは、小屋裏物置へ行くための階段を固定式・可動式いずれでも良いとする行政もあれば、可動式しか認めないとする行政もある。
これらは上記の"その地方の気候・風土の特殊性、特殊建築物の用途・規模"によるものではなく、その土地を管轄する特定行政庁・建築主事の判断によるものであり、隣接県の相互で全く違う取扱いになっていることがある。
令和2年12月23日付で建築基準法施行規則等を改正する官報が発出され、令和3年1月1日から確認申請書第一面、検査申請第一面、及び設計図書への押印が不要となった。
なお、パブリックコメントとして公開された"国土交通省の考え方"では、"訂正印、委任状への押印については法令上定めが無いため、訂正印や委任状への押印の要否については審査機関ごとに判断するもの"との考えが示された。
なお当該改正について監督庁（国土交通省、地方整備局、都道府県）から指定確認検査機関への通達は年明けに行われたものもあり、自主的に官報を確認していた機関は当該通達の前である官報発出日から2、3日の間に何らかの対応（様式の変更やホームページ条で顧客向けに情報発信など）ができたのに対し、自主的に官報を確認していなかった機関は対応に遅れが出た。
なお同年9月4日付で発出された改正についての官報（同年9月7日施行）では、監督庁からの通達が行われず当該改正情報を察知できなかったため、それから3ヶ月経った12月に初めて自社ホームページで改正情報を公開した指定確認検査機関もあった。
指定確認検査機関は、機関によっては、同じく建築基準法に基づく指定構造計算適合性判定機関、住宅の品質確保の促進等に関する法律に基づく登録住宅性能評価機関、建築物のエネルギー消費性能の向上に関する法律に基づく登録省エネ判定機関、特定住宅瑕疵担保責任の履行の確保等に関する法律に基づく住宅瑕疵担保責任保険法人との提携による検査機関、独立行政法人住宅金融支援機構との協定に基づく適合証明検査機関なども兼ねている。

## 指定確認検査機関の一覧

### 国土交通大臣指定(日本全域)
- 一般財団法人日本建築センター（国交第1号）
- 日本ERI株式会社（国交第5号）
- 株式会社住宅性能評価センター（国交第14号）
- 株式会社都市居住評価センター（国交第11号）
- ビューローベリタスジャパン株式会社（国交第13号）
- 株式会社国際確認検査センター（国交第15号）
- 日本建物評価機構株式会社（国交第25号）
- 日本建築検査協会株式会社（国交第17号）
- 株式会社東京建築検査機構（国交第27号）
- 株式会社Ｊ建築検査センター（国交第28号）
- 一般財団法人ベターリビング（国交第12号）

### 国土交通大臣指定(上記以外)
- 一般財団法人日本建築総合試験所（国交第4号）
- 一般財団法人住宅金融普及協会（国交第6号）
- 株式会社西日本住宅評価センター（国交第7号）
- 株式会社東日本住宅評価センター（国交第8号）
- ハウスプラス確認検査株式会社（国交第9号）
- 株式会社ジェイ・イー・サポート（国交第16号）
- SBIアーキクオリティ株式会社（国交第18号）
- アウェイ建築評価ネット株式会社（国交第19号）
- 株式会社確認サービス（国交第20号）
- 株式会社グッド・アイズ建築検査機構（国交第21号）
- 富士建築センター株式会社（国交第23号）
- 株式会社確認検査機構トラスト（国交第24号）
- AI確認検査センター株式会社（国交第26号）
- 日本確認センター株式会社（国交第29号）
- 一般財団法人静岡県建築住宅まちづくりセンター（国交第30号）

### 各地方整備局長指定
東北地方整備局
- 株式会社建築検査機構

関東地方整備局
- 株式会社神奈川建築確認検査機関
- 株式会社ビルディングナビゲーション確認評価機構
- ユーディーアイ確認検査株式会社
- イーハウス建築センター株式会社
- 一般社団法人日本住宅性能評価機構
- 株式会社EMI確認検査機構
- 株式会社ガイア
- 多摩確認検査株式会社
- 一般財団法人さいたま住宅検査センター
- 株式会社北関東建築検査機構
- 株式会社高良GUT
- 株式会社都市建築確認センター
- 株式会社湘南建築センター
- シー・アイ建築認証機構株式会社
- 日本タリアセン株式会社
- NIC確認検査株式会社
- 株式会社YKS確認検査機構

中部地方整備局
- 株式会社CI東海
- 株式会社ぎふ建築住宅センター
- 株式会社確認検査愛知
- 一般財団法人愛知県建築住宅センター

近畿地方整備局
- 株式会社確認検査機構アネックス
- 株式会社ジェイネット
- 株式会社近確機構
- 株式会社阪確サポート
- 株式会社日本確認検査センター
- 建築検査機構株式会社
- 株式会社技研
- 株式会社I-PEC
- 株式会社確認検査機構プラン21
- 関西住宅品質保証株式会社
- 株式会社オーネックス
- アール・イー・ジャパン株式会社
- 株式会社総合確認検査機構
- 一般財団法人なら建築住宅センター

中国地方整備局
- ハウスプラス中国住宅保証株式会社
- 有限会社広島県東部建築確認センター

四国地方整備局
- 指定機関なし

九州地方整備局
- 九州住宅保証株式会社

### 都道府県知事指定
北海道
- 一般財団法人北海道建築指導センター
- 株式会社サッコウケン
- 株式会社建築確認検査機構あさひかわ
- 一般財団法人函館市住宅都市施設公社
- 株式会社住まい建築検査

青森県
- 株式会社建築住宅センター
- 有限会社 アーバン建築確認検査機関

岩手県
- 一般財団法人岩手県建築住宅センター

宮城県
- 一般財団法人宮城県建築住宅センター
- 株式会社東北建築センター
- 株式会社仙台都市整備センター

秋田県
- 公益財団法人秋田市総合振興公社
- 株式会社秋田建築確認検査機関
- 株式会社北日本建築検査機構
- 一般財団法人秋田県建築住宅センター

山形県
- 株式会社山形県建築サポートセンター

福島県
- 一般財団法人ふくしま建築住宅センター
- 合同会社あんしん住宅検査センター

茨城県
- 株式会社安心確認検査機構
- 一般財団法人茨城県建築センター

栃木県
- 公益財団法人とちぎ建設技術センター
- 株式会社総研

群馬県
- 公益財団法人群馬建設技術センター

埼玉県
- 株式会社埼玉建築確認検査機構

千葉県
- 株式会社千葉県建築住宅センター

東京都
- 公益財団法人東京都防災・建築まちづくりセンター

神奈川県
- 一般財団法人神奈川県建築安全協会

新潟県
- 株式会社新潟建築確認検査機構
- 一般財団法人にいがた住宅センター

富山県
- 一般財団法人富山県建築住宅センター

石川県
- 一般財団法人石川県建築住宅センター

福井県
- 一般財団法人福井県建築住宅センター

山梨県
- 公益社団法人山梨県建設技術センター

長野県
- 一般財団法人長野県建築住宅センター

岐阜県
- 有限会社みの建築確認検査センター

静岡県
- なし

愛知県
- 株式会社名古屋建築確認・検査システム
- 株式会社愛知建築センター

三重県
- 公益財団法人三重県建設技術センター
- 株式会社トータル建築確認評価センター

滋賀県
- 一般財団法人滋賀県建築住宅センター

京都府
- 特定非営利活動法人都市づくり建築技術研究所
- 株式会社京都確認検査機構

大阪府
- 一般財団法人大阪建築防災センター

兵庫県
- 公益財団法人兵庫県住宅建築総合センター
- 株式会社兵庫確認検査機構

奈良県
- なし

和歌山県
- 一般財団法人和歌山県建築住宅防災センター

鳥取県
- 一般財団法人鳥取県建築住宅検査センター

島根県
- 一般財団法人島根県建築住宅センター

岡山県
- 岡山県建築住宅センター株式会社

広島県
- 株式会社広島建築住宅センター

山口県
- 一般財団法人山口県建築住宅センター

徳島県
- 株式会社とくしま建築住宅センター

香川県
- 株式会社香川県建築住宅センター

愛媛県
- 株式会社愛媛建築住宅センター

高知県
- 公益財団法人高知県建設技術公社

福岡県
- 一般財団法人福岡県建築住宅センター

佐賀県
- 公益財団法人佐賀県建設技術支援機構

長崎県
- 一般財団法人長崎県住宅・建築総合センター

熊本県
- 一般財団法人熊本県建築住宅センター
- 株式会社熊本建築確認検査機関
- 株式会社ACS熊本
- 一般財団法人熊本建築審査センター

大分県
- 一般財団法人大分県建築住宅センター

宮崎県
- 一般財団法人宮崎県建築住宅センター

鹿児島県
- 公益財団法人鹿児島県住宅・建築総合センター
- 株式会社鹿児島建築確認検査機構

沖縄県
- 一般財団法人沖縄県建設技術センター
- 沖縄建築確認検査センター株式会社

## 指定確認検査機関の一覧(過去)
- イーホームズ株式会社 - 国土交通大臣指定(日本全域、国交第10号)
  - 構造計算書偽装問題に関与し、2006年5月31日に指定確認検査機関としての業務の取り消しとなった。
- 一般財団法人日本建築設備・昇降機センター - 国土交通大臣認定（国交第2号）※平成28年2月をもって廃止。構造計算適合性判定機関としては継続する[1]。
- 株式会社日本住宅保証検査機構 - 国土交通大臣認定（国交第3号）
- SGSジャパン株式会社 - 国土交通大臣認定（国交第22号）
- 財団法人住宅保証機構 - 関東地方整備局長指定
- 株式会社TSK建築確認安全センター - 関東地方整備局長指定、現・日本建物評価機構株式会社日本橋支社。
- 日本テスティング株式会社 - 近畿地方整備局長指定、ビューローベリタスジャパン(株)に吸収合併。
- 阪神建築確認検査有限会社 - 近畿地方整備局長指定
- アテストアーキ株式会社 - 近畿地方整備局長指定
- 株式会社近畿確認検査センター - 近畿地方整備局長指定
- 平和総合コンサルタント株式会社 - 九州地方整備局長指定
- 住宅アイアンドアイサービス株式会社 - 北海道知事指定、ビューローベリタスジャパン(株)に吸収合併。
- 有限会社アーバン建築確認検査機関 - 青森県知事指定
- 財団法人世田谷区都市整備公社 - 東京都知事指定
- 有限会社東濃建築確認検査エスオー - 岐阜県知事指定
- 株式会社静岡確認機構 - 静岡県知事指定、(株)確認サービスに吸収合併。
- 株式会社第一建築確認検査機構 - 愛知県知事指定
- 中部住宅保証株式会社 - 愛知県知事指定
- 財団法人大阪市建築技術協会 - 大阪府知事指定
- 財団法人神戸市防災安全公社 - 兵庫県知事指定
- 学校法人誠和学院まちづくりサポートセンター - 兵庫県知事指定
- ハウスアンドホームズ株式会社 - 熊本県知事指定